# Mombuey
Mombuey – gmina w Hiszpanii, w prowincji Zamora, w Kastylii i León, o powierzchni 39,11 km². W 2011 roku gmina liczyła 433 mieszkańców.